# Grössjön, Dalarna
Grössjön är en sjö i Malung-Sälens kommun i Dalarna och ingår i Dalälvens huvudavrinningsområde. Sjön har en area på 0,251 kvadratkilometer och ligger 423,2 meter över havet.

## Delavrinningsområde
Grössjön ingår i det delavrinningsområde (674285-136156) som SMHI kallar för Inloppet i Vallsjön. Medelhöjden är 471 meter över havet och ytan är 13,64 kvadratkilometer. Det finns inga avrinningsområden uppströms utan avrinningsområdet är högsta punkten. Valldroån som avvattnar avrinningsområdet har biflödesordning 4, vilket innebär att vattnet flödar genom totalt 4 vattendrag innan det når havet efter 412 kilometer. Avrinningsområdet består mestadels av skog (73 procent) och sankmarker (20 procent). Avrinningsområdet har 0,25 kvadratkilometer vattenytor vilket ger det en sjöprocent på 1,8 procent.

## Fiske
I sjön finns öring, röding, abborre och gädda. Fiskekort från Malungs FVOF krävs för personer som är 15 år eller äldre för att få fiska i sjön. Gäddfiske med angeldon är tillåtet under vintern. Sjösandslända kläcks vid sjön i juni.